# Los Angeles (fleuve)
Pour les articles homonymes, voir Los Angeles (homonymie).
Le Los Angeles (en anglais : Los Angeles River ; en espagnol : río Porciúncula ou río Los Ángeles) est un fleuve de Californie dont le cours mesure environ 82 kilomètres. Il parcourt le comté de Los Angeles. Une grande partie de son cours est bétonnée. Le chenal charrie très peu d'eau la plupart du temps, et ne se remplit que lors d'orages importants ; il a servi de décor à de nombreux films.

## Description
Le fleuve Los Angeles, long de 82 kilomètres, débute officiellement à une altitude de 242 mètres, au confluent de deux petits cours d'eau, le Bell Creek (en) et l'Arroyo Calabasas, qui prennent leur source respectivement dans les Simi Hills et le massif de Santa Susana (en). Le cours du fleuve traverse le comté de Los Angeles depuis Canoga Park jusqu'à la partie la plus occidentale de la vallée de San Fernando, avant de se jeter dans l'océan Pacifique au niveau de Long Beach. Le cours du fleuve prend initialement une direction est-sud-est, puis à mi-parcours se dirige plein sud. Le fleuve a plusieurs affluents, dont les principaux sont le Rio Hondo, le Tujunga Wash et l'Arroyo Seco. Le fleuve est pratiquement à sec durant toute l'année, mais est sujet à des crues violentes qui initialement le faisaient sortir de son lit et inondaient largement sa plaine alluviale. À la suite de crues dévastatrices au début du XXe siècle, son lit a été canalisé pratiquement de bout en bout et il coule désormais dans un lit entièrement bétonné, entrecoupé de réservoirs pour stocker les eaux excédentaires. Avant la création du premier aqueduc de Los Angeles, le fleuve était la principale source d'eau potable de la ville de Los Angeles.
Le fleuve subit une forte pollution liée aux activités agricoles et aux rejets d'eaux usées en milieu urbain. Les eaux proviennent essentiellement des précipitations et de la fonte des neiges en hiver et au printemps, de l'usine de traitement des eaux usées de Tillman en été et à l'automne, ainsi que des rejets d'eaux usées. C'est une des rares rivières circulant à basse altitude dans le sud de la Californie dont le cours ne s'assèche jamais complètement. Le débit moyen est très faible (6,4 m3/s), mais peut atteindre durant les crues une valeur de plus de 3 000 m3/s.

## Histoire
Il a été nommé en 1769 par le militaire espagnol Gaspar de Portolà Río de Nuestra Señora la Reina de Los Ángeles de Porciúncula, c'est-à-dire « le fleuve de Notre-Dame la Reine des Anges de Portioncule », ou tout simplement Río de Porciúncula. La Portioncule est une église italienne près de la ville d'Assise que saint François a restaurée pour y prier et où il a eu des apparitions angéliques.
À la suite de crues qui avaient fait 115 morts et coûté 40 millions de dollars dans les années 1930, le lit de la rivière est bétonné sur la quasi-totalité de son parcours. Accueillis avec enthousiasme à l'époque, ces travaux sont critiqués depuis les années 2000 au nom de l'environnement : un projet prévoit de « revitaliser » le cours d'eau sur 15 km.

## Localités traversées
- Canoga Park
- Winnetka
- Reseda
- Encino
- Lake Balboa
- Van Nuys
- Sherman Oaks
- Studio City
- Universal City
- Toluca Lake
- Burbank
- Glendale
- Los Feliz
- Atwater Village
- Elysian Valley
- Glassell Park
- Cypress Park
- Chinatown
- Lincoln Heights
- Boyle Heights
- Vernon
- East Los Angeles
- South Los Angeles
- Maywood
- Commerce
- Bell
- Bell Gardens
- Cudahy
- South Gate
- Lynwood
- Paramount
- Compton
- Long Beach

## Dans la fiction
Cinéma
Plusieurs films ont été tournés le long ou dans les canaux de la rivière de Los Angeles, notamment Transformers, Terminator 2: Judgment Day, Last Action Hero, Chewing gum rallye, Chinatown, Them!, Fusion, Time Out, Le monstre est vivant, Grease, Le Point de non-retour, La Mort en prime, Braquage à l'italienne, Point Break, 60 secondes chrono, Police fédérale Los Angeles, Les Princes des villes, Cleopatra Jones, Blue Thunder et Drive.
Jeux vidéo
Dans les jeux vidéo Grand Theft Auto: San Andreas (2004) Grand Theft Auto V (2013), où la ville de Los Angeles est figurée sous le nom de Los Santos, la rivière est présente. C'est également le cas dans L.A. Noire (2011) et The Crew (2014).

## Galerie d'images

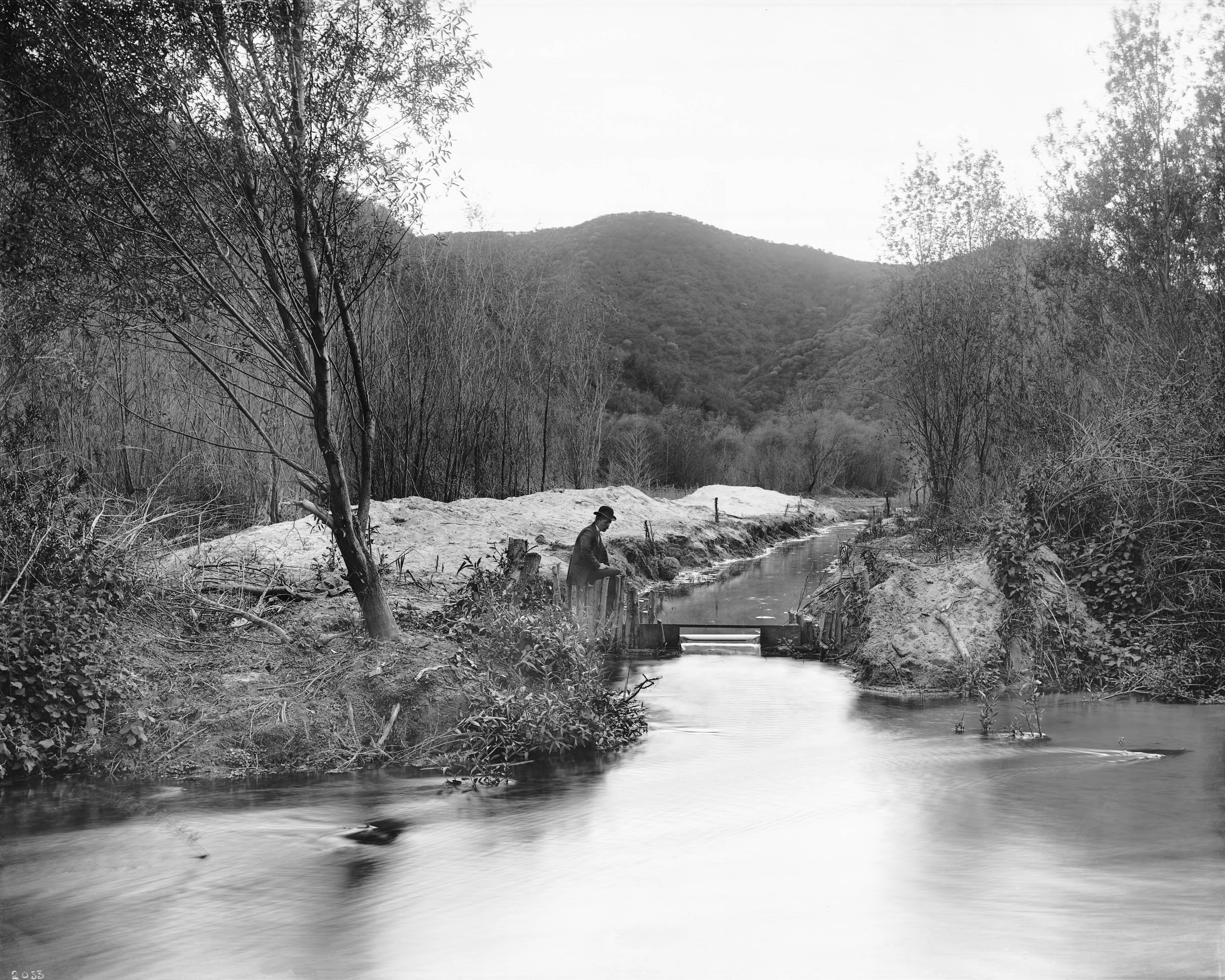
Le fleuve au niveau du Griffith Park, vers 1898–1910.
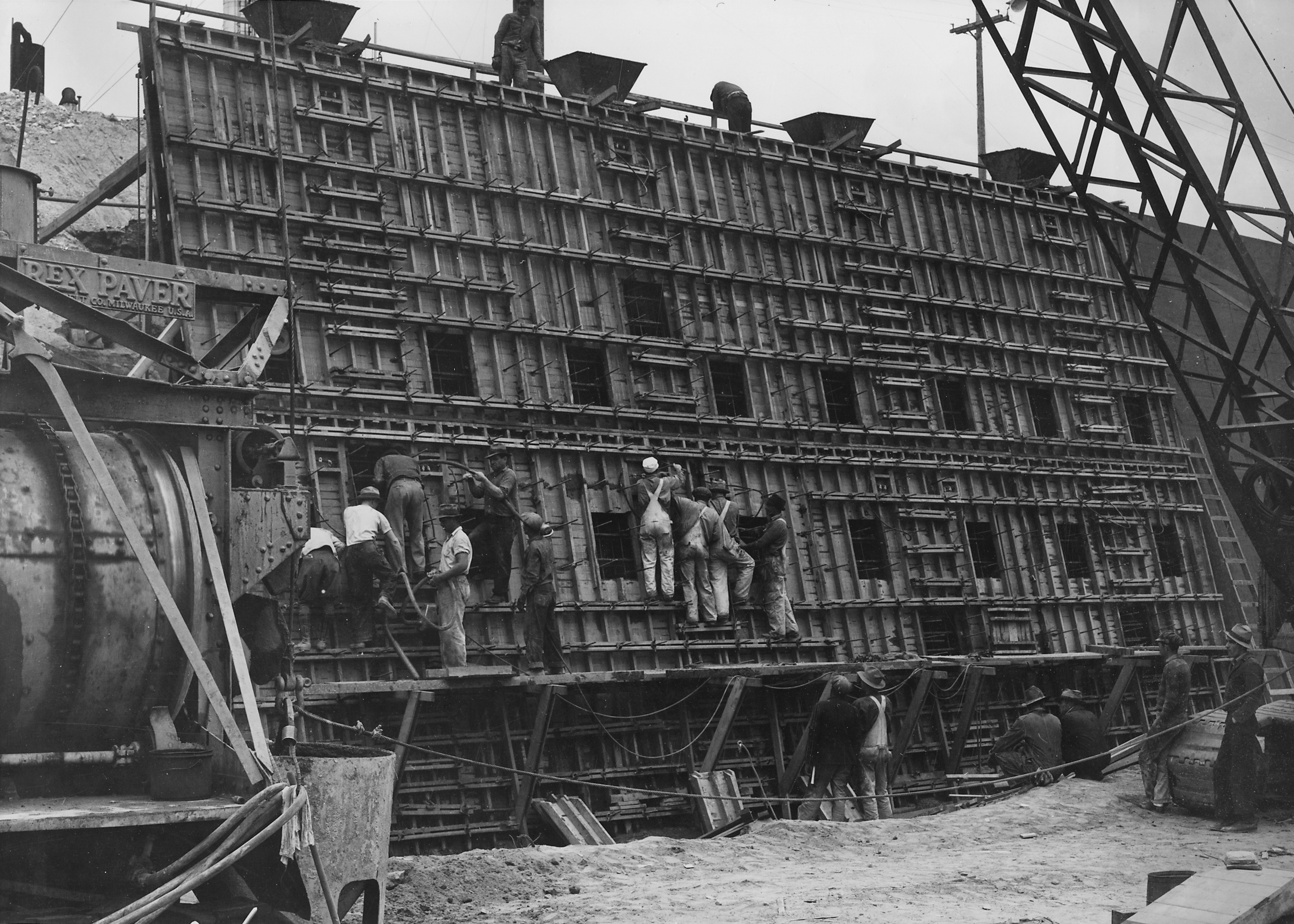
Ouvriers bétonnant le lit du fleuve au niveau de la 26e rue de Los Angeles, en 1938.
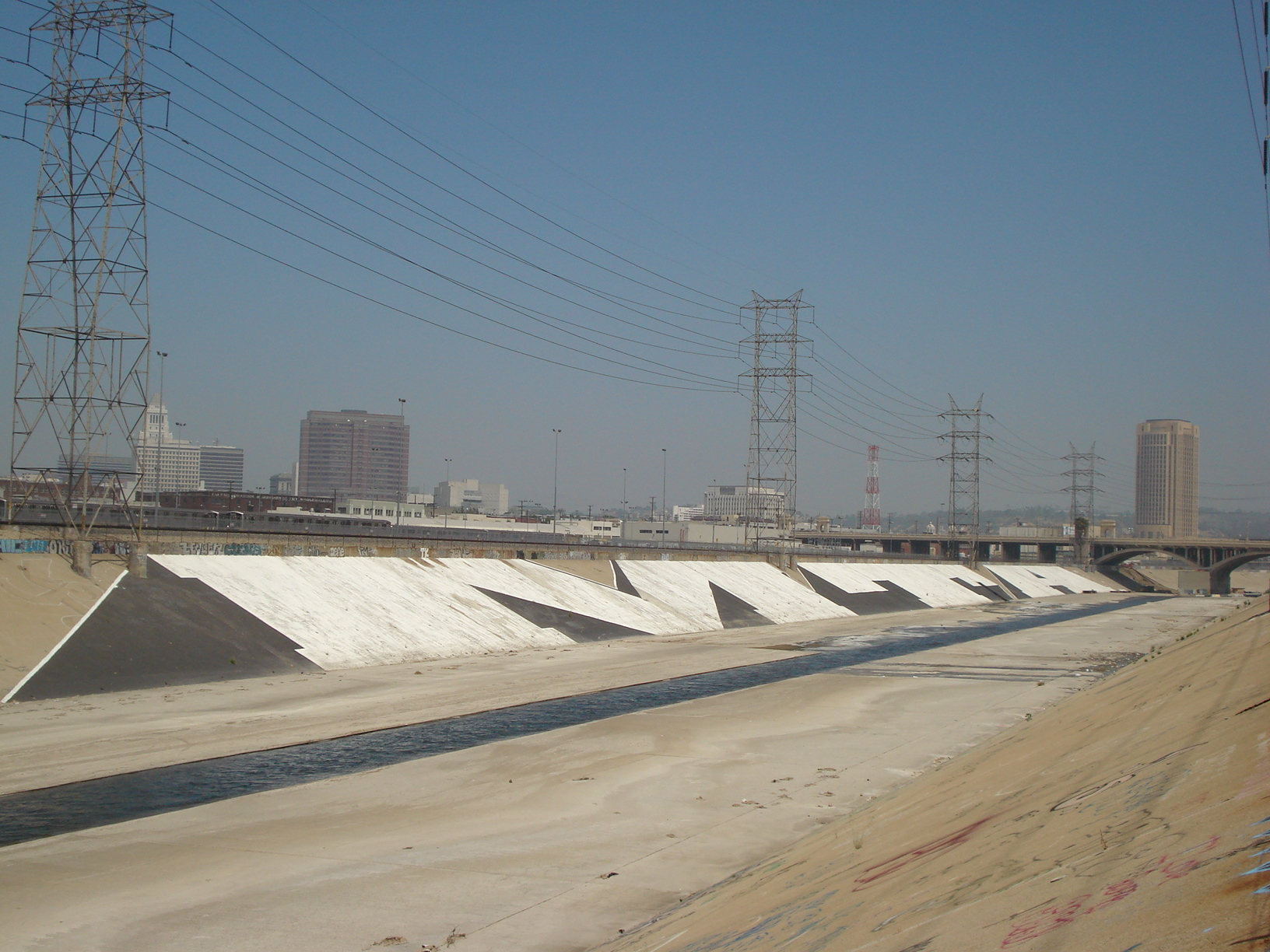
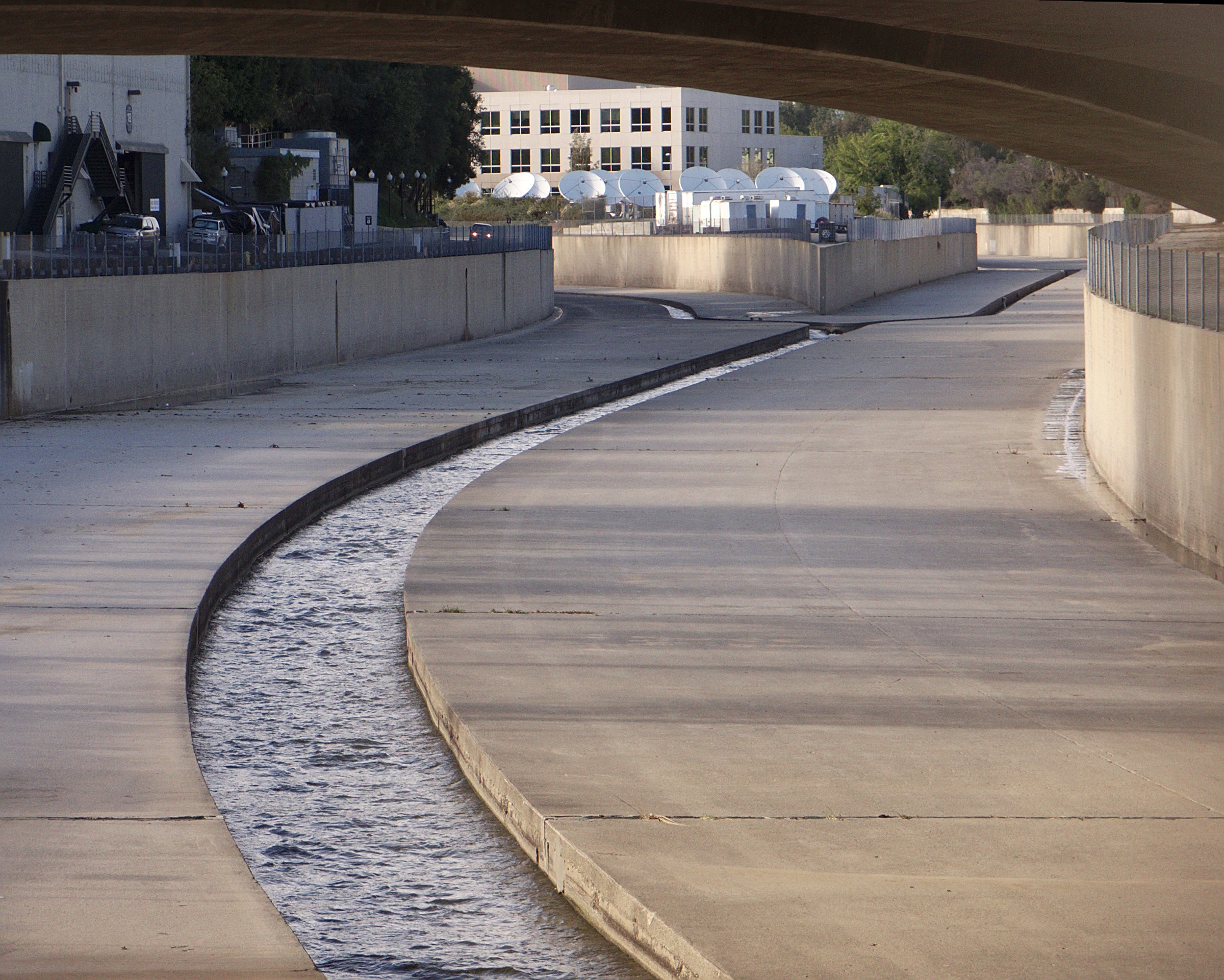
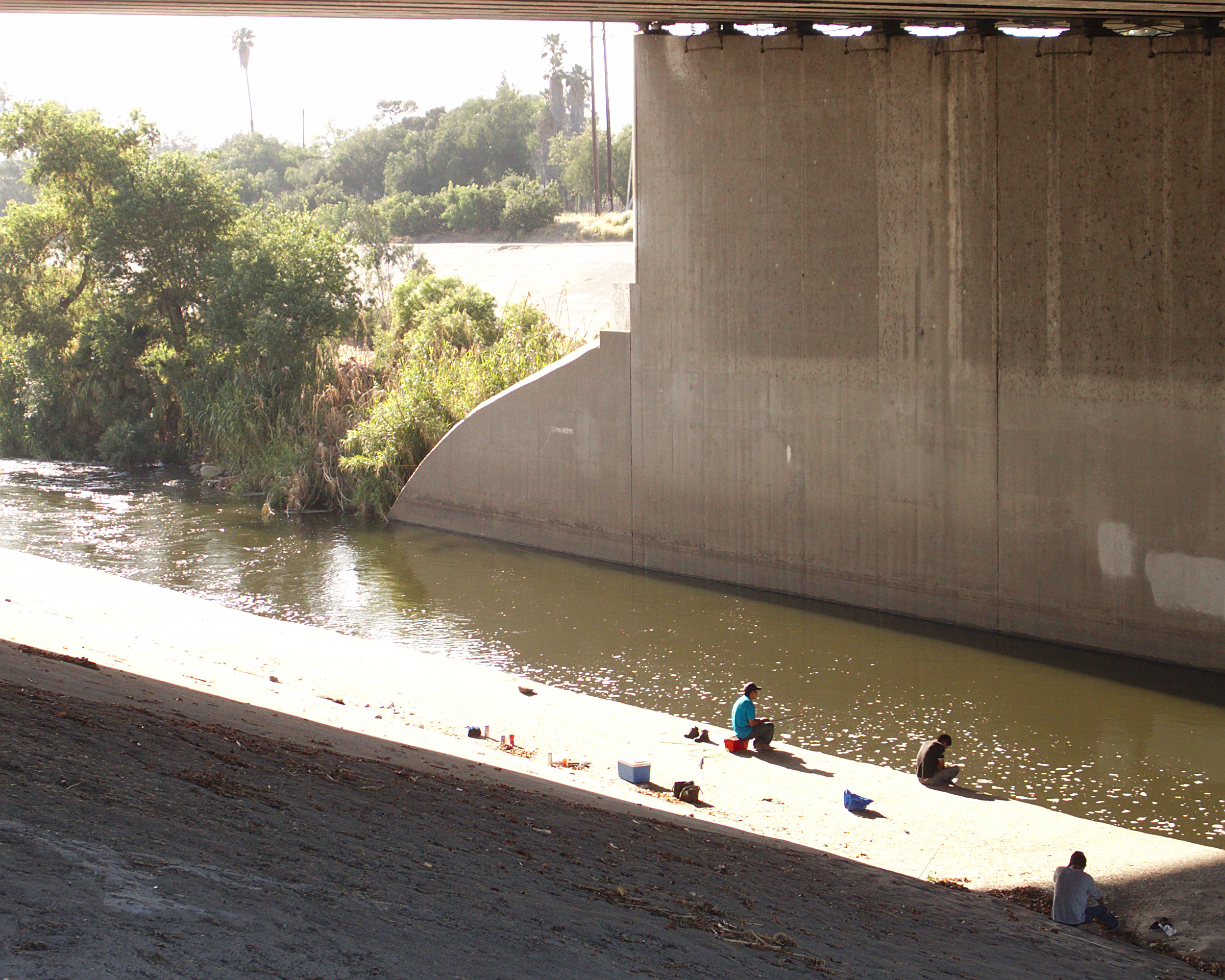
Pêcheurs dans l'Elysian Valley, en 2014.